# Polarizační vidová disperze
Polarizační vidová disperze (anglicky Polarisation Mode Dispersion, PMD) je druh zkreslení jednotlivého impulsu procházejícího optickým vláknem. Vzniká kvůli rozdílné délce trasy obou polarizačních rovin vidu při průchodu deformovaným vláknem. K deformaci dochází zejména výrobní nedokonalostí, mechanickým namáháním a nevhodnou montáží. PMD je jeden z problémů, kterému musí čelit dopravci a prodejci při nasazení 10 Gbit/s ale hlavně 40Gbit/s optických sítí. Vlivem PMD se totiž omezuje rychlost přenášeného signálu a také odstup signál-šum (SNR).

## Úvod
Disperze, která sama o sobě nebyla objevena do začátku roku 1990, může narušit signál, nepřesně počítat přenášené bity a rozhodit integritu sítě. Když světlo prochází jednovidovým vláknem k přijímači, má dvě polarizační roviny, které ve dvou osách svírají pravý úhel. V jádru optického vlákna, které má asymetrický tvar, světlo prochází podél jedné polarizační roviny buď pomaleji nebo rychleji než světlo druhé polarizační roviny. Tento efekt může rozšířit impulzy natolik, že se překrývají s dalšími impulsy, také může změnit svůj tvar a to tak, že nebude detekovatelný v přijímači.
Optický impuls cestuje od zdroje (vysílače) z nulové vzdálenosti, v jednovidovém optické vláknu. V určité vzdálenosti kdy PMD ovlivnila impuls, je polarizace posunuta o nějaký čas. Tato doba je známá jako zpoždění (Differential Group Delay-DGD). DGD je základním měřítkem PMD a je měřeno v pikosekundách (10−12). Pokud vznikne DGD, přijímač nemusí v určité vzdálenosti L optického pulsu přesně dekódovat signál, a tím může vzniknout chyba.

## Příčiny

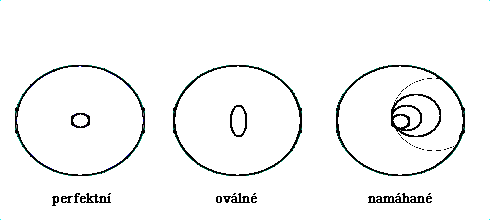
Ukázka tvarů jádra optického kabelu

Hlavní příčinou PMD je asymetrie optického vlákna. Asymetrie vzniká, když je jádro vlákna oválné. Vlastní asymetrie vlákna je poměrně konstantní, zatímco mechanické namáhání v důsledku pohybu s vlákny se mohou lišit (viz obrázek vpravo). Mechanické namáhání na optické vlákno může pocházet z různých zdrojů. Jeden zdroj, který je velmi obtížné kontrolovat, je například sezónní zahřívání a chlazení optického vlákna, dokonce i střídání dne a noci. Ačkoli hodně vláken je rozmístěno v zemi nebo často v potrubí, stále jsou ovlivněny změnami teplot a odpovídajícího mechanického namáhání. Dalším zdrojem mechanického namáhání mohou být vibrace z blízkých zdrojů. Například, hodně vláken je uloženo poblíž železničních tratí z důvodu snadného vedení a vyhnutí se stavbám. Má to však i nevýhody a to při projíždění vlaků. Otřesy, které vlaky způsobují mají na vlákna nepříznivý vliv. Vlákna, která nejsou uložena vedle železnice a silnice mohou být vedena nad zemí. V tomto případě by mohl způsobit vítr kymácení se kabelů a to by mohlo vést k PMD. Protože kombinace těchto vlivů a náhodnost těchto účinků je nepředvídatelná, PMD nemá konstantní hodnotu. Popsána je průměrná hodnota DGD a vlákno má tuto hodnotu danou. Maximální hodnota DGD je asi 3,2 násobek průměrné DGD na vlákno.

## Dopady na síť
Pokud vznikne málo chyb na straně přijímače, pak obvykle další mechanismy přenosové soustavy mohou dostatečně obnovit ztracené informace. Pokud je však chyb více, pak by se toto zapojení mělo označit za nekvalitní a mělo by být odstraněno. Množství chyb v přijímači je přímo úměrné množství PMD v optických kabelech. PMD koeficient je v jednotkách ps/√km tzn., že celkové zpoždění nenarůstá se vzdáleností lineárně . Některá vlákna instalovaná v letech 1990–1995 měla koeficienty asi 1-2ps/√km.

## Potenciální řešení

### Obnova signálu
PMD problém lze snížit pouhým zkrácením vzdálenosti optických přenosových systémů. Například by mohl být mezi dvěma body v půli cesty umístěn opticko-elektronický přijímač. Jediným účelem tohoto přijímače je dekódovat optický signál předtím, než je poškozen disperzí. Signál je dekódován po bitech, elektronický signál je pak jen přenesen jiným optickým vysílačem a pokračuje v cestě do konečného místa určení, kde bude znova dekódován. Tato metoda se nazývá obnova (regeneration) a jejím zařízením je tzv. opakovač (repeater). Na počátku byla technologie široce využívaná. Nicméně to není jedna z nejlepších možností. Jediný důvod, proč přenášené bity jsou převedeny do elektronické podoby je ten, že v optickém vlákně vzniká rozptyl. Proto je ze síťového hlediska neefektivní a nákladnou opticko-elektronickou konverzí sítě.
Nejen, že jsou náklady a neefektivita vysoké, v dnešní době je většina optických kabelů na delší vzdálenosti vícevidová (Wavelength Division Multiplexing-WDM). Tato technologie vlnového multiplexu do optického vlákna multiplexuje více optických signálů s rozdílnou vlnovou délkou. U těchto zařízení musí být nejprve signál demultiplexován, obnoven, pak znovu multiplexován.

### Kompenzace PMD

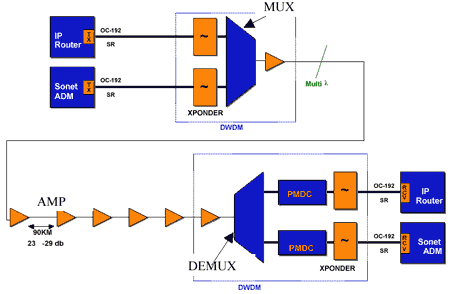
Přenosový systém s kompenzačním prvkem

Více efektivnější způsob je stanovit účinky PMD v době přenosu, předtím než přijímač dekóduje bity. Tato metoda je známá jako kompenzace PMD, a je zobrazena vpravo na obrázku.
Kompenzátor PMD (PMDC) je umístěn na cíli přenosového systému, může snížit účinky disperze ve vláknu a zajistit, že bity budou správně dekódovány přijímačem, před tím, než se budou směrovat.

### Využití adaptivní optiky

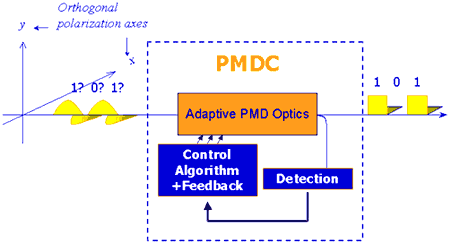
Grafické znázornění PMD kompenzace pomocí adaptivní optiky

Nejspolehlivější a nejúčinnější technologie na snížení vlivu PMD je využití adaptivní optiky pro srovnání rozptýlených impulsů na správné pozice. Tato technologie je zobrazena vpravo na obrázku. Rozptýlené bity z optické sítě jsou srovnány pomocí PMD korekce. Tato korekce optické bity opět přerovná a přetvaruje, před tím než jsou dekódovány přijímačem. Adaptivní optika pro korekci je řízena inteligentním algoritmem, který analyzuje optické bity.